# Parafia św. Stanisława Kostki w Wołkowysku
Parafia św. Stanisława Kostki w Wołkowysku-Centralnym – rzymskokatolicka parafia znajdująca się w Wołkowysku, w diecezji grodzieńskiej, w dekanacie Wołkowysk, na Białorusi.

## Historia
W związku z rozwojem zachodniej części miasta, związanej z powstaniem stacji kolejowej Wołkowysk Centralny, postanowiono zbudować dla tutejszych mieszkańców kościół. Parafię św. Stanisława Kostki wydzielono z parafii św. Wacława w Wołkowysku w 1925. W 1926 ze słupów telegraficznych wzniesiono tymczasową świątynię, którą 12 grudnia 1926 konsekrował arcybiskup wileński Romuald Jałbrzykowski. W latach międzywojennych parafia leżała w archidiecezji wileńskiej, w dekanacie Wołkowysk.
W 1945 tutejszy proboszcz ks. Józef Lawrynowicz musiał wyjechać w nowe granice Polski. Przez kolejne dwa lata msze święte odprawiał kapłan z parafii św. Wacława. W 1947 Sowieci zamknęli i znacjonalizowali kościół. Budynek początkowo służył jako magazyn, a następnie został przebudowany na blok mieszkalny. Parafia została oficjalnie wykreślona z rejestru w 1959.
W 1995 katolikom zwrócono jeden pokój w celu urządzenia w nim kaplicy, a w 1998 cały kościół. Parafianie postanowili nie remontować starej świątyni lecz wznieść na jej miejsce nową, murowaną. Nowy kościół konsekrował 13 czerwca 2015 nuncjusz apostolski na Białorusi abp Claudio Gugerotti..